# Promotionjob
Ein Promotionjob ([prɔˈmɔuʃənˌdʒɔb], zu englisch promotion ‚Werbeveranstaltung‘) ist eine zumeist erwerbswirtschaftliche und zeitlich regulierte Tätigkeit im Rahmen einer personalgestützten Werbeaktion. Diese dient der Steigerung des Bekanntheitsgrades und der Verkaufsförderung ausgewählter Produkte und Marken. Promotionsjobs als Instrument des Marketings setzen mehr auf menschliche Beziehungen als klassische Werbung im Internet, in den Printmedien oder im Fernsehen.
Die Aufgaben personalgestützter Werbeaktionen beinhalten je nach Zielsetzung:
- die Durchführung von Gewinnspielen
- das Verteilen von Informationsblättern (englisch flyer) oder Werbegeschenken (englisch give-away oder englisch incentive)
- das Verteilen von Produktproben (englisch sampling) – auch im Rahmen von Verkostungen (Degustation)
- die Steigerung des Abverkaufs im Einzelhandel als Fachberater (englisch sales-promoter)
- die Optimierung der Leistungsqualität eines Anbieters als Testkäufer (englisch mystery-shopper)
- die Betreuung des Groß- und Einzelhandels als Merchandiser oder Leasing-Außendienstler
- die Betreuung von Kunden als VIP-Host/ess oder Host/ess auf Messen und sonstigen Events
- die Moderation von Veranstaltungen (Messen, sonstige Events)

## Steuerliche Behandlung
Bei einem Promotionjob handelt es sich in der Regel um eine abhängige Tätigkeit als Arbeitnehmer, die über Lohnsteuerkarte abgerechnet werden muss. Denn der Promoter ist an feste Arbeitszeiten bzw. einen festen Arbeitsort gebunden und trägt kein unternehmerisches Risiko. Nur in Ausnahmefällen, wenn das gesamte Entgelt erfolgsabhängig als Provision gezahlt wird und der Promoter an keine Arbeitszeiten gebunden ist, handelt es sich um eine selbständige Tätigkeit.
Für Messejobs ist die Rechtslage nach einem Urteil des Landessozialgerichtes Hessen noch deutlicher, da die Arbeit auf einer Messe grundsätzlich weisungsgebunden erfolge.
Dennoch rechnen viele Auftraggeber sämtliche Promotionjobs auf selbständiger Basis ab, um Sozialbeiträge, Lohnsteuerzahlungen und arbeitsrechtliche Formalien zu umgehen. Sollte ein Promotionjob, der eine abhängige Tätigkeit darstellt, als selbständige Tätigkeit abgerechnet werden, so handelt es sich um Scheinselbständigkeit. Die Abrechnung erfolgt in diesem Fall dann mithilfe eines Gewerbescheins über eine im eigenen Namen ausgestellte Rechnung (Umsatzsteuer, Gewerbesteuer (Deutschland)). Dies bedeutet, dass ein Promoter mit einem eigenen Gewerbe gegenüber dem jeweiligen Auftraggeber auftritt.